# Lugoj
Lugoj est une municipalité du Banat en Roumanie. Les habitants sont appelés les Lugojeni.

## Géographie
Le climat de Lugoj est continental de transition, doux, avec des influences méditerranéennes. Les précipitations sont variables et irrégulières, les plus abondantes en été. Les vents soufflent, en général, du Nord.
La surface de 8 805 ha, qui comprend la zone urbaine, peut être divisée comme suit : 53 % de terres arables, 38 % de pâturages, 5 % de vignes, 2 % de vergers et 2 % de prairies.
La végétation de la zone est caractéristique de la sylvosteppe. À l'Est, ce sont les forêts de sapins, d'épicéas, de hêtres qui prédominent, dans le reste du territoire, on trouve surtout de petites forêts de chênes. Dans la saulaie de la rivière de Timiș, on trouve des peupliers et des saules ; la végétation de marais est représentée par le roseau, le nénuphar et le jonc.
Quant à la faune, elle est caractéristique de la steppe et de la sylvosteppe.

## Histoire
La ville date de la fin du XIIIe siècle. Après la bataille de Nicopolis, les Ottomans pillent souvent la région. Jean Hunyadi fortifie la ville au cours de la première moitié du XVe siècle. En 1658, la région de Lugoj est annexée à l'Empire ottoman. À la suite du traité de Karlowitz, les Ottomans, toujours maîtres de la région, sont obligés de détruire les fortifications de la ville en 1701. Après le traité de Passarowitz, Lugoj est annexée à l'empire d'Autriche. Au cours du XVIIIe siècle, la ville connaît un grand essor : la plupart des bâtiments de l'actuel centre-ville furent construits pendant cette période. En 1778, à la suite du rattachement du Banat à la Hongrie, Lugoj devient le chef-lieu du comté de Caraș. En 1842 un incendie détruit quelque 400 bâtiments de la ville. Les habitants roumains de Lugoj participent à la révolution de 1848. Le 3 novembre 1918, une grande assemblée populaire décide l'union du Banat et de la Roumanie. Comme toute la Roumanie, Lugoj a subi les régimes dictatoriaux carliste, fasciste et communiste de février 1938 à décembre 1989, mais connaît à nouveau la démocratie depuis 1990.

## Patrimoine
- L'église de la Dormition de la très Sainte Mère de Dieu
- La cathédrale grecque-catholique, édifiée en 1853
- L'église catholique romaine, construite de 1843 à 1854
- L'église franciscaine, bâtie en 1733
- Le relais de poste, datant de 1726
- La vieille ville

## Démographie
Lors du recensement de 2011, 78,99 % de la population se déclarent roumains, 6,81 % hongrois, 2,29 % roms, 1,85 % allemands, 1,28 % ukrainiens (8,33 % ne déclarent pas d'appartenance ethnique et 0,40 % déclarent appartenir à une autre ethnie).

## Cadre de vie

### Enseignement
Aujourd'hui la ville compte 17 écoles maternelles, 10 écoles élémentaires / collèges et 6 lycées (dont 2 lycées généraux, 3 lycées techniques et un lycée de beaux-arts).

### Vie culturelle
Lugoj abrite plusieurs festivals annuels (musique chorale, bel canto, théâtre amateur, folklore)

### Médias
La ville dispose de 2 hebdomadaires ("Actualitatea" et "Redeșteptarea"), d'une chaîne locale de télévision (TEN TV Lugoj) et d'une station de radio ("Nova FM").

### Sports
La ville a une bonne réputation dans la gymnastique. Lavinia Miloșovici y débuta en tant que gymnaste.

## Administration et organisation
| Parti | Parti                                      | Sièges |
| ----- | ------------------------------------------ | ------ |
|       | Parti social-démocrate (PSD)               | 10     |
|       | Parti national libéral (PNL)               | 3      |
|       | Indépendants                               | 3      |
|       | Parti Mouvement populaire (PMP)            | 2      |
|       | Alliance des libéraux et démocrates (ALDE) | 1      |

## Économie
Les sociétés de la ville activent dans les trois secteurs économiques.

## Transport
Lugoj est située sur la route E70, à 60 km de Timișoara, 58 km de Reșița, 45 km de Caransebeș, 101 km de Deva, 480 km de Bucarest. La ville dispose d'une gare ferroviaire qui assure des liaisons avec toutes les villes importantes du pays. L'aéroport international de Timișoara se trouve à 60 km de Lugoj.

## Personnalités
- Eftimie Murgu (1805 - 1870) - politicien et révolutionnaire roumain.
- Béla Lugosi (1882 - 1956) - acteur hongrois, établi aux États-Unis.
- Georges Devereux (1908-1985) - ethnopsychologue français
- György Kurtág (n. 19 février 1926) - compositeur hongrois
- Lavinia Miloșovici (n. 21 octobre 1976) - gymnaste, multiple championne mondiale et olympique.

## Jumelages
La ville de Lugoj est jumelée avec :
- Assos-Lechaio (Grèce) depuis le 29 mai 2004
- Iéna (Allemagne) depuis le 1er décembre 1993
- Monopoli (Italie) depuis le 1er décembre 2006
- Nisporeni (Moldavie) depuis le 3 juin 2001
- Orléans (France) depuis le 7 mai 1994
- Szekszárd (Hongrie) depuis le 28 mai 1993
- Vršac (Serbie) depuis le 3 décembre 2005

## Galerie

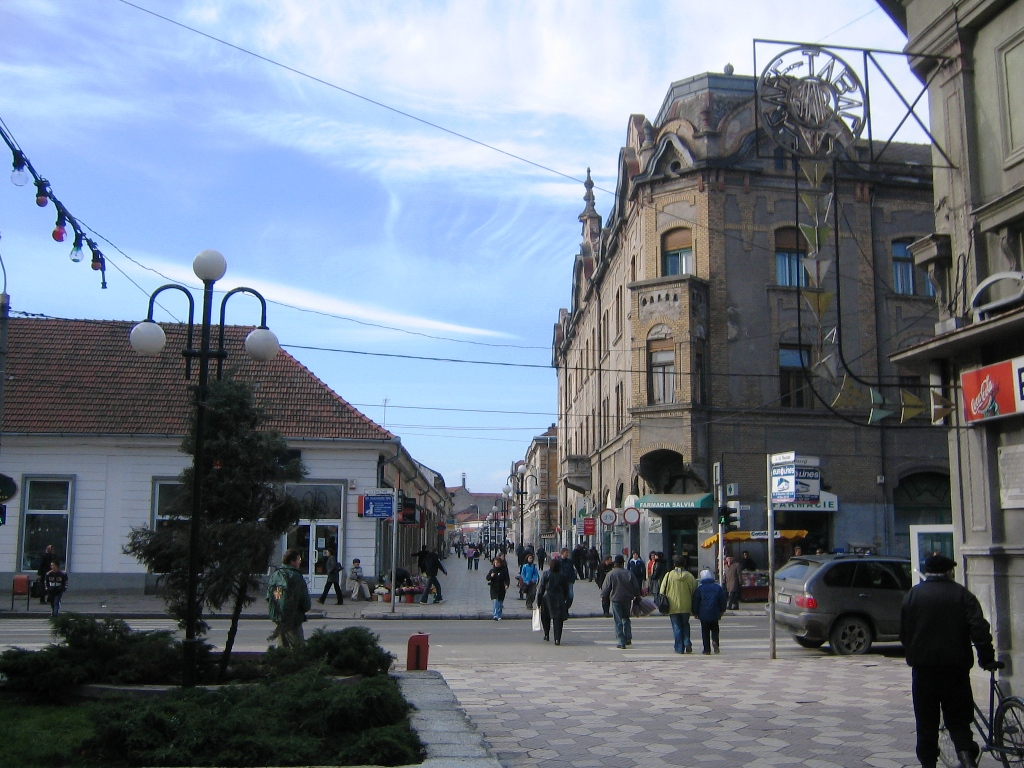
Lugoj - centre-ville
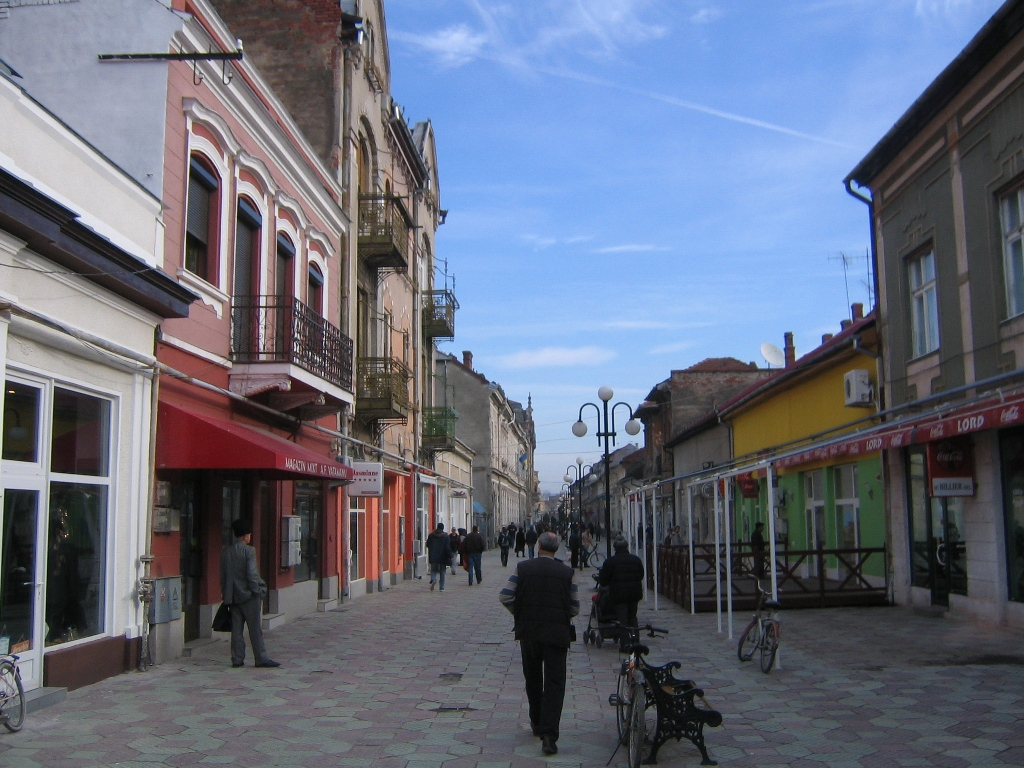
Rue piétonnière au centre-ville
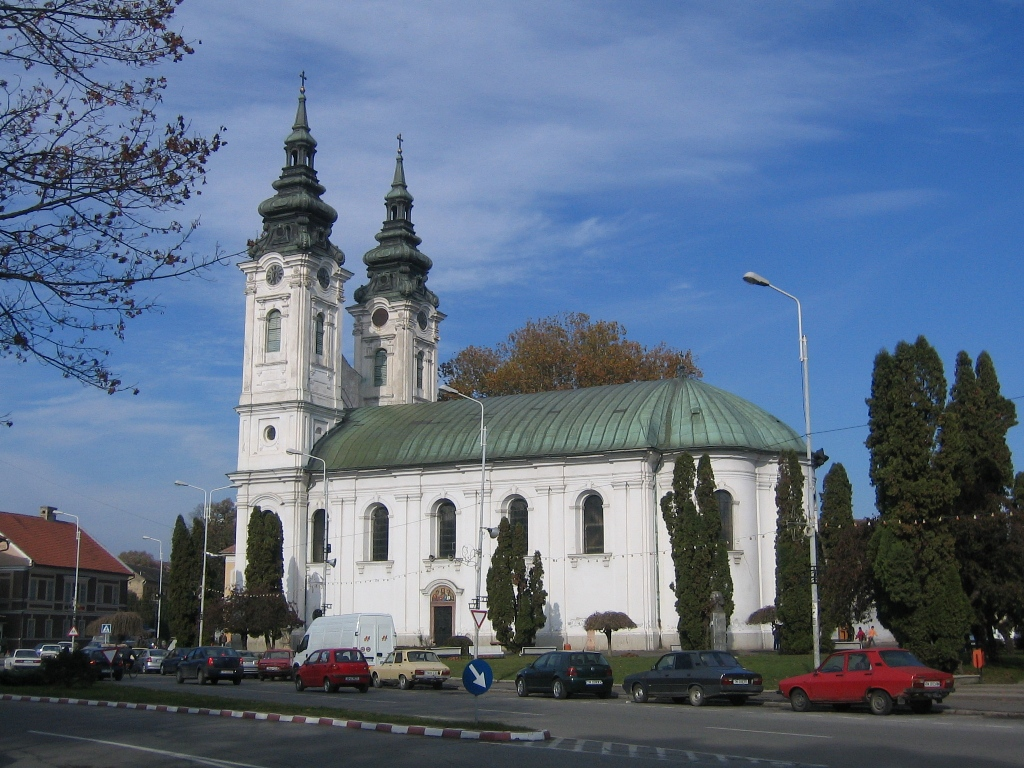
L'Église "Dormition de la très Sainte Mère de Dieu"
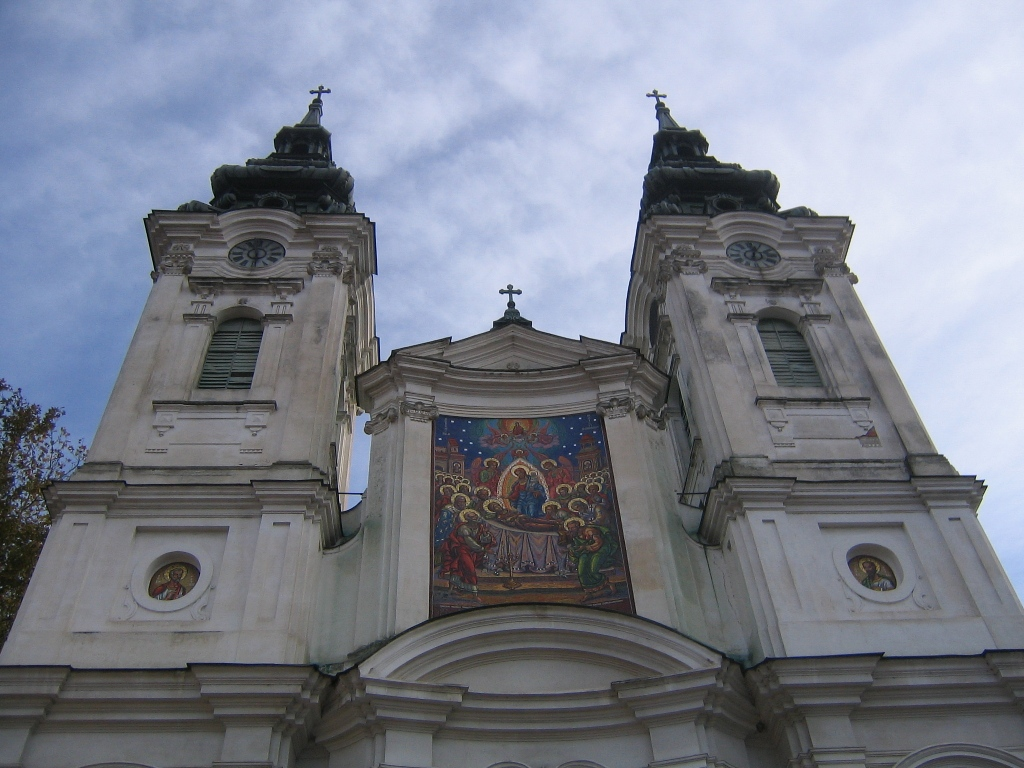
Façade de l'église "Dormition de la très Sainte Mère de Dieu"
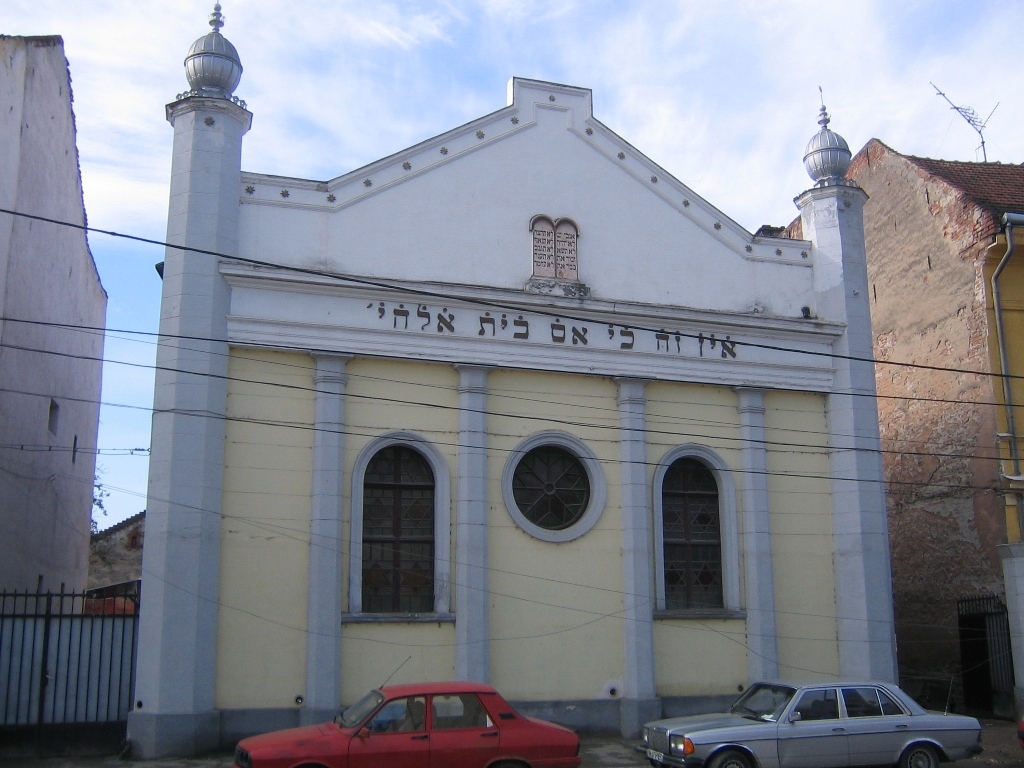
La Synagogue
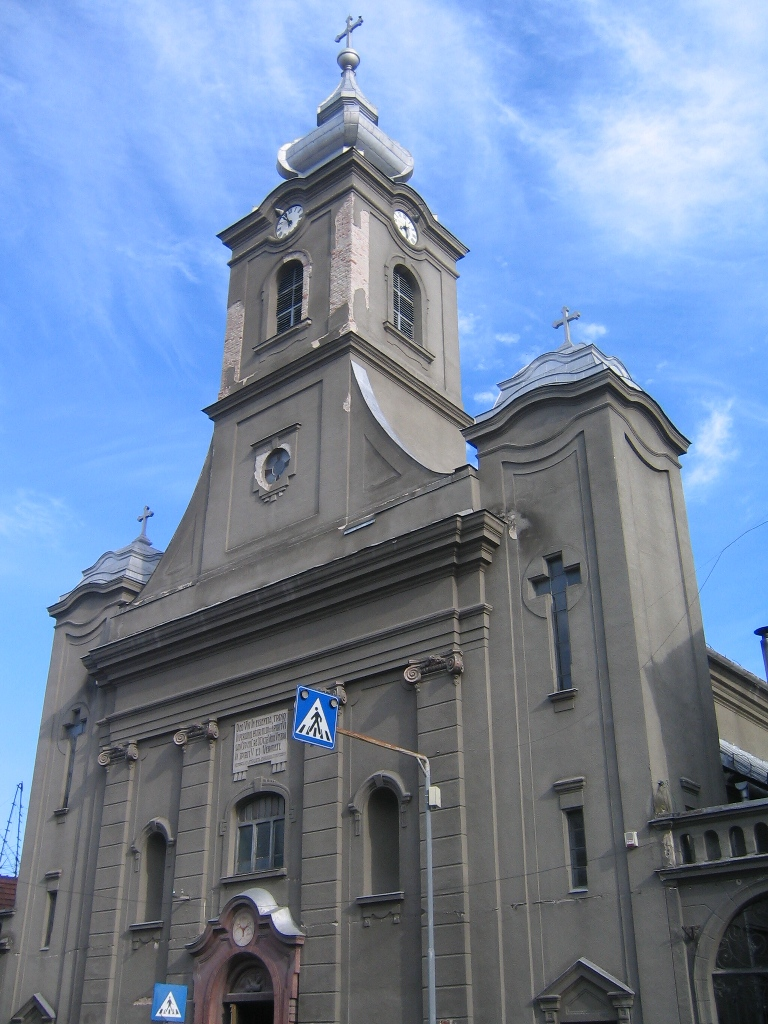
L'Église catholique
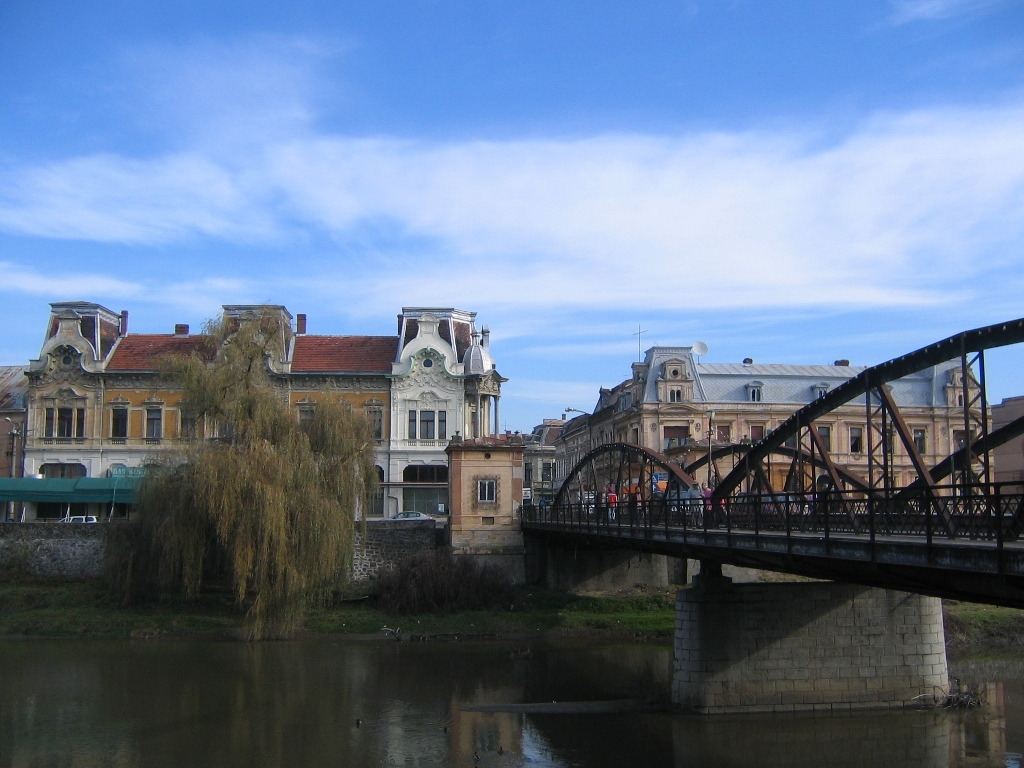
Lugoj - Le Pont en fer
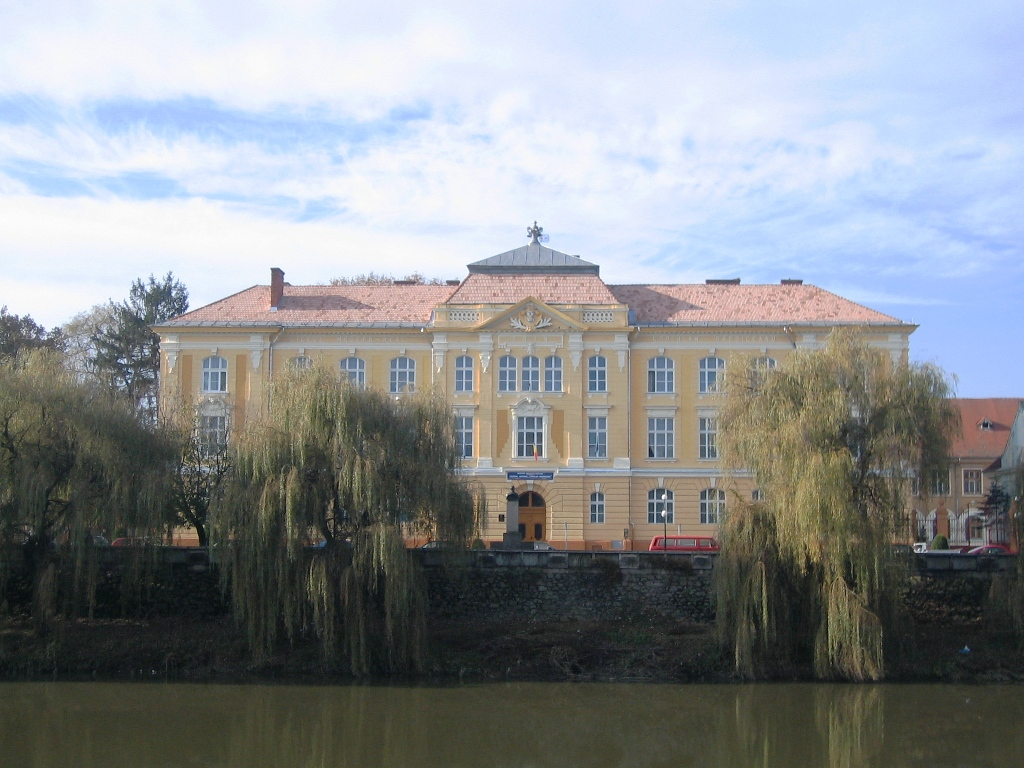
Lycée "Coriolan Brediceanu"
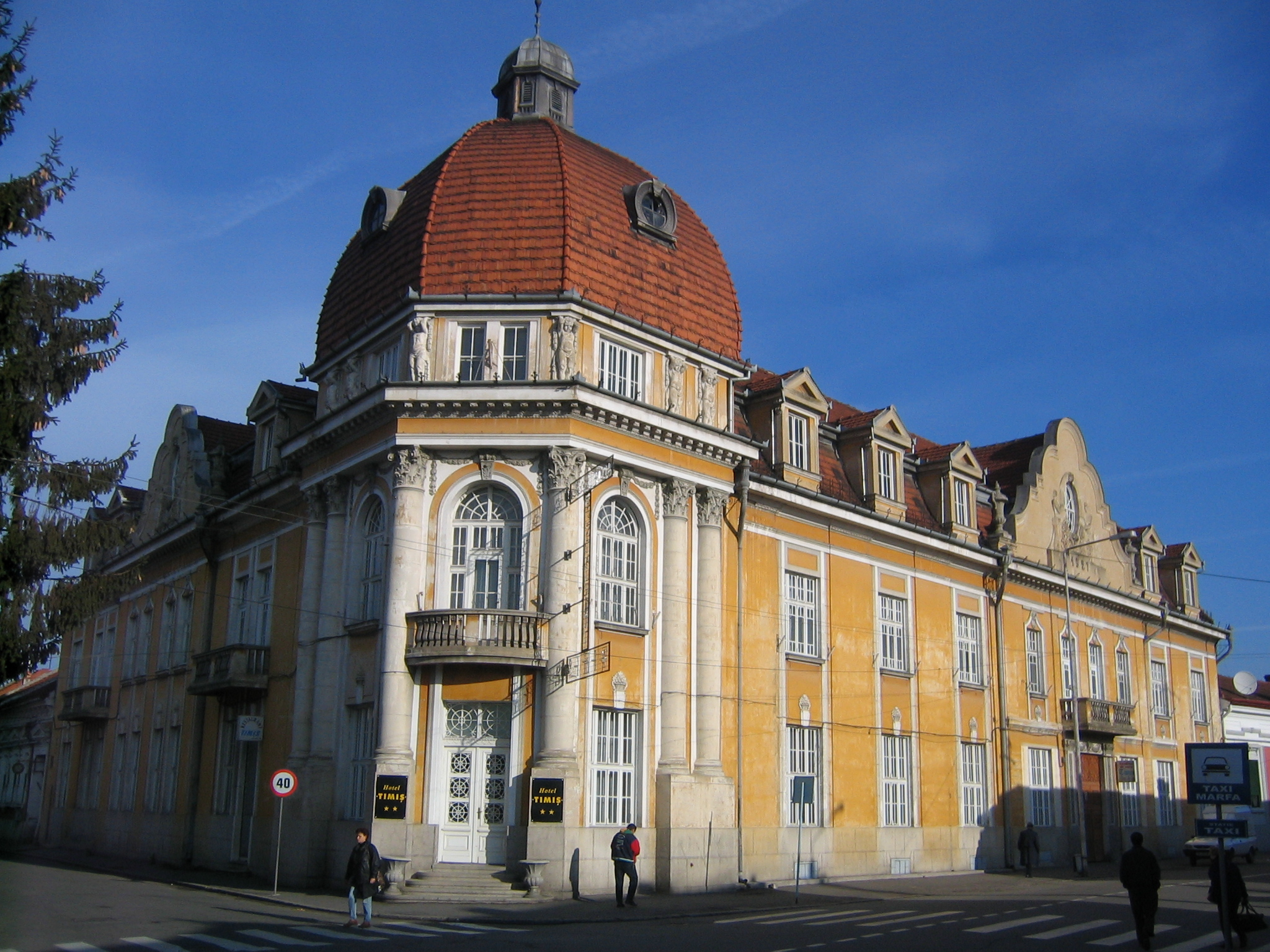
Hôtel "Timiș"
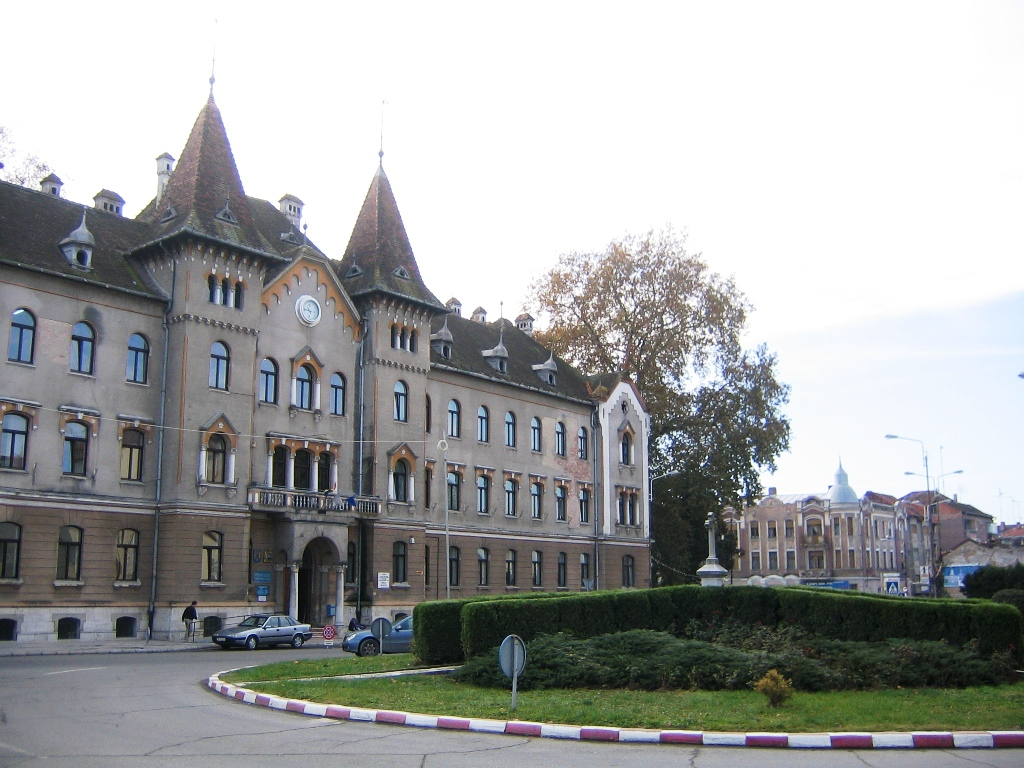
Hôtel de ville
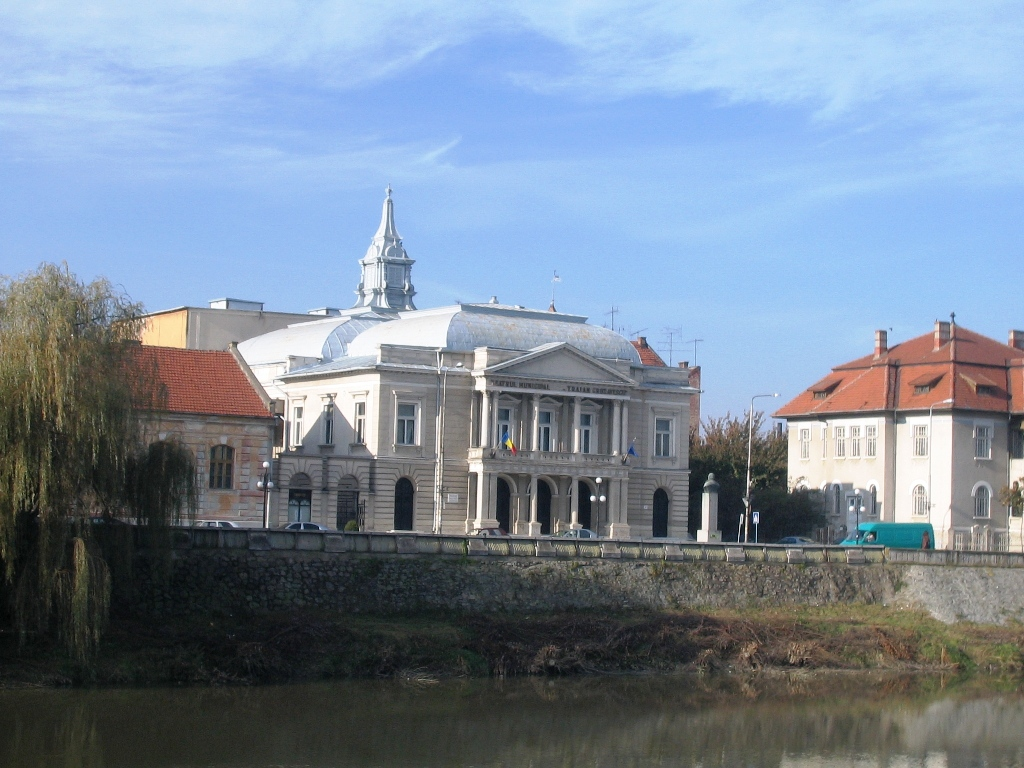
Théâtre "Traian Grozavescu"